# Chrysops signifer
Chrysops signifer är en tvåvingeart som beskrevs av Walker 1861. Chrysops signifer ingår i släktet Chrysops och familjen bromsar. Inga underarter finns listade i Catalogue of Life.